# Berekum
Berekum – miasto w Ghanie i stolica dystryktu Berekum w regionie Brong-Ahafo; 46 tys. mieszkańców (2006). Przemysł spożywczy. Miasto położone jest około 32 km od Sunyani, stolicy regionu i około 437 km od Akry.